# Krabčice
Krabčice (en allemand : Krabschitz) est une commune du district de Litoměřice, dans la région d'Ústí nad Labem, en Tchéquie. Sa population s'élevait à 889 habitants en 2021.

## Géographie
Krabčice se trouve au pied du légendaire mont Říp, à 4 km au sud-est de Roudnice nad Labem, à 20 km au sud-est de Litoměřice, à 34 km au sud-est d'Ústí nad Labem et à 38 km au nord-nord-ouest de Prague.
Située au sud-est de la région d'Usti nad Labem, la commune est limitée au nord par Dobříň, à l'est par Bechlín, Libkovice pod Řípem et Kostomlaty pod Řípem, au sud par Ctiněves, Mnetěš et Vražkov, et à l'ouest par Kleneč et Roudnice nad Labem.

## Histoire
La première mention écrite du village date de 1226.

## Administration
La commune se compose de trois quartiers :
- Krabčice
- Rovné
- Vesce

## Transports
Par la route, Krabčice se trouve à 5 km de Roudnice nad Labem, à 24 km de Litoměřice, à 46 km de Prague et à 51 km d'Ústí nad Labem.